# Кріс Говедаріс
Крістофер Говедаріс (англ. Christopher Govedaris, нар. 2 лютого 1970, Торонто) — канадський хокеїст, що грав на позиції крайнього нападника. Грав за збірну команду Канади.

## Ігрова кар'єра
Професійну хокейну кар'єру розпочав 1989 року.
1988 року був обраний на драфті НХЛ під 11-м загальним номером командою «Гартфорд Вейлерс».
Протягом професійної клубної ігрової кар'єри, що тривала 13 років, захищав кольори команд «Гартфорд Вейлерс» та «Торонто Мейпл-Ліфс».
Загалом провів 49 матчів у НХЛ, включаючи 4 гри плей-оф Кубка Стенлі.
Виступав за збірну Канади.